# Dampierre-sur-Moivre
Dampierre-sur-Moivre település Franciaországban, Marne megyében. Lakosainak száma 110 fő (2022. január 1.). Dampierre-sur-Moivre Saint-Jean-sur-Moivre, La Chaussée-sur-Marne, Francheville, Marson és Saint-Amand-sur-Fion községekkel határos.

## Népesség
A település népességének változása:
| Lakosok száma | 124  | 106  | 71   | 113  | 113  | 112  | 113  | 110  | 116  | 110  |
|               | 1968 | 1982 | 1990 | 2006 | 2013 | 2015 | 2017 | 2019 | 2020 | 2022 |